# Финстерархорн
Фи́нстера́рхорн, Финстера́архорн (нем. Finsteraarhorn) — самая высокая гора в Бернских Альпах и в кантоне Берн, Швейцария. Она также является высшей точкой Альп за пределами главного хребта, её высота — 4 274 метра над уровнем моря.
С 2001 года Финстерархорн, в составе региона Юнгфрау-Алеч-Бичхорн, являющегося охраняемым природным объектом, внесён в Список объектов Всемирного наследия ЮНЕСКО.

## Этимология
Название вершины состоит из 3-х составляющих значений: Finst — тёмный, Aar — название реки, horn — пик. В верховьях горы лежит ледник, из которого берёт своё начало река Ааре, носящая в верхнем течении название Finsteaar, буквально в переводе — Тёмный Аар; данное название объясняют тем, что она невидимая в верхнем течении, так как теряется во льдах ледника. Большинство географических словарей и топографических карт указывают название горы с двумя а, ряд словарей допускает название с одной а.

## География
Несмотря на то, что Финстерархорн является самой высокой вершиной Бернских Альп, он гораздо менее известен, чем вершины Юнгфрау и Эйгер. Это связано с тем, что он расположен в одной из наиболее труднодоступных частей Альп, полностью окружённой необитаемыми ледниками.
С запада от него лежит ледник Фишер, второй по длине ледник в Альпах, а с востока лежит Верхний Арский ледник. Меньший по размерам Нижний Гриндельвальдский ледник расположен к северу от массива Финстерархорна.
Финстерархорн окружён вершинами Шрекхорн и Лаутерархорн с севера, Гросс-Фишерхорном, Грюнхорном и Большим Ванненхорном с запада и Оберархорном с востока.
Вершина Финстерархорна расположена на границе кантонов Берн и Вале, также являясь водоразделом бассейнов рек Рона (впадает в Средиземное море) и Рейн (впадает в Северное море).

## Геология
Финстерархорн является высшей точкой массива Аар (нем. Aarmassiv). Массив сформирован в основном гранитами и гнейсами. Сама вершина Финстерархорна состоит из амфиболитов.
Тектонический подъём массива произошёл около 6 миллионов лет назад.

## Альпинизм

### Оспаривание первовосхождения
Имя первовосходителя на Финстерархорн долгое время оставалось предметом споров. Хотя Иоганн Рудольф Мейер (нем. Johann Rudolf Meyer) утверждал, что достиг вершины при попытке восхождения в 1812 году с гидами Арнольдом Аббюлем (нем. Arnold Abbühl), Иосифом Бортесом (нем. Joseph Bortes) и Алоизом Фолкером (нем. Aloys Volker), в настоящее время считается (после исследований Джона Перси Феррера (англ. John Percy Farrar), опубликованных в Альпийском журнале (англ. Alpine Journal), что первыми на вершину Финстерархорна взошли Якоб Лёйтхольд (нем. Jakob Leuthold) и Иоганн Вэрен (нем. Johann Währen) (проводники Франца Иосифа Хуги (нем. Franz Joseph Hugi) по северо-западному гребню 10 августа 1829 года (Хуги и остальные оставались немного ниже вершины).
Хуги с Аббюлем (A. Abbühl), Дэндлером (A. Dändler), Лауенером (C. Lauener) и Вэренхадом (J. Währenhad) поднялись до седловины под вершиной (Хугисаттель, нем. Hugisattel) 19 августа 1828 года, но были вынуждены отступить из-за плохой погоды. Как отмечено в записках Хуги (Naturhistorische Alpenreise), Хуги и Дэндлер в тот день рисковали своими жизнями.
Первая зарегистрированная попытка восхождения была предпринята 16 августа 1812 года Рудольфом Майером и его гидами по юго-восточному гребню. Этот маршрут является более продолжительным и более сложным, чем классический маршрут. Франц Иосиф Хуги в 1828 году спросил Арнольда Аббюля, принимавшего участия в той попытке восхождения, взошли ли они на вершину, но тот не смог рассказать ничего, что подтверждало бы восхождения. Хуги также отметил, что в 1829 году не было найдено никаких следов предыдущего восхождения.
Годом позже, 10 августа 1829 года, Хуги вместе с Лёйтхольдом и Вэреном снова предпринял попытку покорить вершину. Хотя восхождение и было успешным в этот раз, Хуги из-за травмы был вынужден остаться на седловине, пока остальные поднимались на вершину.

### Другие восхождения
Следующая попытка была предпринята 13 августа 1857 года. Это была первая британская попытка восхождения, совершённая Джоном Фредериком Харди (англ. John Frederick Hardy), Уильямом Мэтьюзом (англ. William Mathews), Бенджамином Эттвудом-Мэттьюзом (англ. Benjamin St John Attwood-Mathews), Эллисом (англ. J.C.W. Ellis) и Эдвардом Ширли Кеннеди (англ. Edward Shirley Kennedy), сопровождавшимися гидами Огюстом Симоном (Auguste Simond) и Жаном Батистом Крозом (Jean Baptiste Croz) из Шамони (фр. Chamonix), Иоганном Яуном старшим (Johann Jaun the Elder) из Майрингена (нем. Meiringen), Аллоизом Бортисом (Aloys Bortis) из Фиша (нем. Fiesch) и носильщиком Александром Гунтерном (Alexander Guntern) из Биль-ин-Гомс (Biel in Goms).
Они вышли от стоянки на Конкордиаплац (нем. Konkordiaplatz) в 14:30, и достигли вершины в 23:53. Перед подъёмом на гору Мэтьюз уже обсуждал идею создания альпинистского клуба. На вершине Финстерархорна восходители приняли решение основать такой клуб и назвать его Alpine Club.
Наиболее сложный маршрут подъёма на вершину, по северо-восточной стене, был пройден 16 июля 1904 года Хаслером (G. Hasler) с гидом Амматером (F. Amatter).
Этот маршрут положил начало эпопее покорения Великих северных стен (таких как Северная стена Эйгера) в Бернских Альпах. Фактически, в промежуток времени между 1904 и 1977 годами северо-восточная стена была пройдена только 11 раз.
Третье восхождение было совершено 3 сентября 1930 года Мириам О’Брайен Андерхилл (Miriam O’Brien Underhill) с горными гидами братьями Руби (Rubi). Она описала это опасное восхождение в своей книге Give me the Hills.

### Маршруты восхождений
Классический маршрут начинается от горного приюта Финстерархорнхютте (3 046 м) и идёт по юго-восточному склону горы до седловины Хугисаттель, откуда идёт подъём на северо-западный скальный гребень к вершине.
| Маршруты                                   | Начальная точка                 | Время подъёма                     | Сложность |
| ------------------------------------------ | ------------------------------- | --------------------------------- | --------- |
| Классический маршрут                       | Горный приют Финстерархорнхютте | 4-5 часов                         | AD-       |
| Северо-западный гребень (Гребень Агассица) | Горный приют Финстерархорнхютте | 3-4 часа от седловины Агассицйох  | AD        |
| Юго-восточный гребень                      | Горный приют Оберархютте        | 14-15 часов                       | D         |
| Восточная стена                            | Горный приют Оберархютте        | 8-10 часов от седловины Студерйох | TD        |